# Bosseschule
Die Bosseschule ist eine Sekundarschule in Quedlinburg in Sachsen-Anhalt. Das Schulgebäude der Bosseschule steht unter Denkmalschutz.

## Lage
Das im Quedlinburger Denkmalverzeichnis eingetragene Gebäude befindet sich an der Adresse Schulstraße 1, nordöstlich des Marktplatzes der Stadt.

## Architektur und Geschichte
Am 5. Mai 1890 wurde die Neuerrichtung einer Knabenmittelschule beschlossen. Die Bosseschule entstand dann in den Jahren 1891/1892 an der Stelle des im 19. Jahrhundert abgerissenen Franziskanerklosters. Das Gebäude wurde im Stil der Neorenaissance errichtet. Die Fassade wurde mit Klinkern ausgeführt. Schmückende Elemente entstanden aus Sandstein. Das Erscheinungsbild des Hauses wird von zwei mit Dreiecksgiebeln bekrönten Seitenrisaliten geprägt.
Die Einweihung der Schule erfolgte am 17. Oktober 1892. 1893 wurde die Schule zur sechsstufigen Knabenvolksschule. Ab dem 3. April 1894 wurde das zweite Geschoss als städtische Realschule genutzt. Am 17. April 1905 erhielt die Schule den Namen Bosse Schule, nach dem 1901 verstorbenen, in Quedlinburg geborenen ehemaligen preußisch Kultusminister Robert Bosse. Am 6. August 1930 wurde die Schule zur Mittelschule für Mädchen und Jungen. Nachdem die Schule 1947 als Volksschule geführt wurde, erfolgte ab dem 1. September 1949 eine Differenzierung in Oberschule I und II. Von 1959 bis 1982 wird die Schule als Oberschule I bezeichnet, bis sie 1983 den Namen Maxim-Gorki-Oberschule erhält. 1991/1992 erfolgte die Umwandlung zur Sekundarschule, zugleich erhielt die Schule wieder ihren ursprünglichen Namen Bosseschule.